# Mesoleptus lateralis
Mesoleptus lateralis är en stekelart som beskrevs av Schiodte 1839. Mesoleptus lateralis ingår i släktet Mesoleptus och familjen brokparasitsteklar. Inga underarter finns listade i Catalogue of Life.